# Muñotello
Muñotello è un comune spagnolo di 116 abitanti situato nella comunità autonoma di Castiglia e León.